# Vi ville dig se, så grekerna bad (Johanson)
Vi ville dig se, så grekerna bad är en psalm med text skriven 1968 av Anders Frostenson och bearbetad 1971. Musiken är skriven 1968 av Sven-Eric Johanson. Texten är hämtad ur Johannesevangeliet 12:20-26. I Herren Lever 1977 är koralsatsen skriven av Torgny Erséus.

## Publicerad i
- Herren Lever 1977 som nummer 923 under rubriken "Tillsammans i världen - Fred - frihet - rättvisa".[1]